# Боян Чинков
Боян Чинков е български архитект.

## Биография
Боян Чинков е роден 1899 г. в пашмаклийското село Карлуково в родопската яка, в семейството на Никола и Шина Чинкови. Баща му е заможен абаджия и общественик. Боян Чинков завършва основното си образование в с. Карлуково и гимназия в Гюмюрджина. През 1925 г. завършва Висшето техническо училище в Берлин.
Развива частна архитектурна практика и е проектант на 13 сгради в Пловдив и 67 в различни селища, главно в Южна България – Асеновград, Смолян, Кърджали, Момчилград, на Пампорово и други.
Избран е за председател на Пловдивската инженерно-архитектурна камара и изпълнява тези функции в периода 1946 – 1947 г.
В края на 1963 г. следственият отдел на Държавна сигурност образува дело № 258 срещу Боян Чинков. Архитектът е арестуван на 20 ноември 1963 г., а разпитите продължават 33 дни. В началото на 1964 г. е осъден на пет години затвор и конфискуване на част от имуществото му, за „разгласяване на обидни и клеветнически твърдения, които уронват достойнството на българския народ и СССР“, изразено в измисляне и разказване на политически вицове. Прекарва 10 месеца в Старозагорския затвор и е освободен след намесата на френския президент Шарл дьо Гол и на Пиер Ваго, председател на Международния съюз на архитектите.
Боян Чинков умира на 31 юли 1979 г., а на погребението му се стича голяма част от населението на града. На гроба му пише „Тук почива царят на вицовете“.